# Голешть (комуна, Вранча)
Голешть, Голешті (рум. Golești) — комуна у повіті Вранча в Румунії. До складу комуни входять такі села (дані про населення за 2002 рік):
- Голешть (3063 особи)
- Чардак (493 особи)

Комуна розташована на відстані 159 км на північний схід від Бухареста, 4 км на південь від Фокшан, 72 км на захід від Галаца, 120 км на схід від Брашова.

## Населення
За даними перепису населення 2002 року у комуні проживали 3556 осіб.
Національний склад населення комуни:
| Національність | Кількість осіб | Відсоток |
| -------------- | -------------- | -------- |
| румуни         | 3544           | 99,7%    |
| цигани         | 10             | 0,3%     |
| німці          | 1              | < 0,1%   |
| євреї          | 1              | < 0,1%   |

Рідною мовою назвали:
| Мова      | Кількість осіб | Відсоток |
| --------- | -------------- | -------- |
| румунська | 3551           | 99,9%    |
| угорська  | 5              | 0,1%     |

Склад населення комуни за віросповіданням:
| Релігія       | Кількість осіб | Відсоток |
| ------------- | -------------- | -------- |
| православні   | 3528           | 99,2%    |
| римо-католики | 13             | 0,4%     |
| бретрени      | 10             | 0,3%     |
| п'ятдесятники | 4              | 0,1%     |

## Зовнішні посилання
- Дані про комуну Голешть на сайті Ghidul Primăriilor